# Millwall Football Club 2022-2023
Questa voce raccoglie le informazioni riguardanti il Millwall Football Club nelle competizioni ufficiali della stagione 2022-2023.

## Maglie e sponsor
| Casa | Trasferta | Terza divisa |

Sponsor ufficiale: Huski Chocolate
Fornitore tecnico: Hummel

## Rosa

### Rosa 2022-2023
| N. |                        | Ruolo | Calciatore        |
| -- | ---------------------- | ----- | ----------------- |
| 1  | Inghilterra (bandiera) | P     | George Long       |
| 2  | Irlanda (bandiera)     | D     | Danny McNamara    |
| 3  | Scozia (bandiera)      | D     | Murray Wallace    |
| 4  | Inghilterra (bandiera) | D     | Shaun Hutchinson  |
| 5  | Inghilterra (bandiera) | D     | Jake Cooper       |
| 6  | Inghilterra (bandiera) | C     | George Evans      |
| 8  | Inghilterra (bandiera) | C     | Billy Mitchell    |
| 9  | Galles (bandiera)      | A     | Tom Bradshaw      |
| 10 | Paesi Bassi (bandiera) | C     | Zian Flemming     |
| 11 | Inghilterra (bandiera) | D     | Scott Malone      |
| 13 | Scozia (bandiera)      | A     | Oliver Burke      |
| 14 | Inghilterra (bandiera) | A     | Tyler Burey       |
| 15 | Inghilterra (bandiera) | D     | Charlie Cresswell |

| N. |                             | Ruolo | Calciatore         |
| -- | --------------------------- | ----- | ------------------ |
| 16 | Inghilterra (bandiera)      | C     | Jamie Shackleton   |
| 17 | Ungheria (bandiera)         | C     | Callum Styles      |
| 18 | Inghilterra (bandiera)      | C     | Ryan Leonard       |
| 20 | Inghilterra (bandiera)      | C     | Mason Bennett      |
| 21 | Germania (bandiera)         | A     | Andreas Voglsammer |
| 23 | Irlanda del Nord (bandiera) | C     | George Saville     |
| 27 | Inghilterra (bandiera)      | P     | Connal Trueman     |
| 33 | Polonia (bandiera)          | P     | Bartosz Białkowski |
| 35 | Inghilterra (bandiera)      | D     | Hayden Muller      |
| 39 | Inghilterra (bandiera)      | D     | George Honeyman    |
|    | Inghilterra (bandiera)      | P     | Ryan Sandford      |
|    | Irlanda (bandiera)          | C     | Aidomo Emakhu      |